# أولاف إيفرسن
أولاف إيفرسن (بالنرويجية البوكمول: Olav Iversen)‏ هو كاتب أغاني ومغني وعازف قيثارة نرويجي، ولد في 23 سبتمبر 1977 في Sandøy ‏ في النرويج.